# Cryogenic Dark Matter Search
CDMS — експеримент низькотемпературних досліджень темної матерії, який складається з серії експериментів, спрямованих безпосередньо виявити частинки темної матерії у вигляді слабко взаємодіючих масивних частинок (WIMP). Перший експеримент CDMS був запущений в тунелі під Стенфордським університетом. Другий експеримент був проведений глибоко під землею в шахті Судан на півночі Міннесоти.

## Загальні відомості
Спостереження великомасштабної структури Всесвіту показують, що видима матерія об'єднується в дуже великих структурах, які не встигли би сформуватися під дією самогравітації. Вважається, що деякі форми відсутньої маси є відповідальним за збільшення сили всесвітнього тяжіння у цих масштабах, хоча ця маса не була безпосередньо спостережена.
На роль складових невидимої матерії було висунуто ряд кандидатів. Першими з них були важкі баріони, які утворені під час Великого Вибуху, але пізніші роботи з нуклеосинтезу, виключили більшість з них. Ще одними кандидатами у нові типи частинок є слабовзаємодіючі масивні частинки, або "WIMP"и. Як випливає з назви, WIMPи слабо взаємодіють зі звичайною матерією, що пояснює, чому їх важко спостерігати.
Таким чином виявлення WIMPів є проблемою. В експерименті CDMS і подібних до нього використовується величезна кількість детекторів для того, щоб знайти вкрай рідкісні події WIMP.

## Технологія виявлення
Через суперсиметрію, ймовірність спін-незалежних взаємодій, а саме WIMP і ядра будуть пов'язані з кількістю нуклонів в ньому. Таким чином, WIMP буде, швидше за все, взаємодіяти з германієвим детектором, аніж з кремнієвим, оскільки германій набагато важчий елемент. Нейтрони могли б взаємодіяти як з кремнієвим детектором так і з германієвим з однаковою імовірністю. Порівнюючи взаємодії між детекторами, з експерименту CDMS можна визначити ймовірність взаємодій, які були викликані нейтронами.
На CDMS встановлено найчутливіші, на сьогоднішній день, детектори для взаємодії WIMP темної матерії зі земними матеріалами. Тут використовуються германієві та кремнієві детектори, для виявлення взаємодії WIMPів, які, гіпотетично, є складовими темної матерії. Детектори охолоджують до температур порядку мілікельвінів. Надзвичайно низькі температури необхідні для того, щоб обмежити тепловий шум. В іншому випадку не буде реєструватись фононна взаємодія сигналів частинок. Виявлення фононів здійснюється за допомогою надпровідникових датчиків (TESs) і SQUID підсилювачів, в той час як сигнали іонізації зчитуються використовуючи підсилювач на польовому транзисторі.

## Історія
Одночасне виявлення іонізації і тепла за допомогою напівпровідників при низькій температурі було вперше запропонована Бласом Кабрером і Френком Вільчеком.
Дані до 2002 року першого експерименту CDMS з пошуку WIMPів зібрано на сайті Стенфордського університету (співпрацювали з Міннесотським університетом), а з 2003 року дані з шахти Судан нового детектора, SuperCDMS.

## Результати
Станом на 17 грудня 2009 року було оголошено про можливе виявлення двох кандидатів WIMPів. У зв'язку з низьким числом подій, команда може виключити помилкові результати від фонового шуму, такого як нейтронні зіткнення.